# دیرک فلاک
دیرک فلاک (انگلیسی: Dirk Flock؛ زادهٔ ۲۳ مهٔ ۱۹۷۲) بازیکن فوتبال اهل آلمان است.
از باشگاه‌هایی که در آن بازی کرده‌است می‌توان به باشگاه ورزشی وردر برمن، باشگاه فوتبال کایزرسلاوترن، و باشگاه فوتبال آرمینیا بیله‌فلد اشاره کرد.